# Jarosław Krajniewski
Jarosław Krajniewski (ur. 1971 w Toruniu) - historyk, muzealnik, regionalista, autor książek, redaktor, wydawca.

## Życiorys
Absolwent Uniwersytetu Mikołaja Kopernika w Toruniu (historia - archiwistyka) oraz Uniwersytetu Jagiellońskiego w Krakowie (muzealnictwo). Od 1996 roku związany z placówkami muzealnymi Zagłębia Dąbrowskiego i Śląska. W latach 1996 – 2010 pracował w Muzeum Zagłębia w Będzinie, a następnie w Muzeum Miejskim "Sztygarka" w Dąbrowie Górniczej oraz Śląskim Centrum Wolności i Solidarności. 
Współtwórca i współorganizator festiwalu Africa is Hungry w Toruniu (edycje I - VIII w latach 1991-1998. Obecnie festiwal odbywa się pod nazwą Afryka Reggae Festival. Współzałożyciel i członek pierwszego Zarządu Stowarzyszenia na Rzecz Ochrony Dziedzictwa Przyrodniczego i Kulturowego "Moje Miasto" w Będzinie oraz były Przewodniczący Rady Fundacji Brama Cukermana. 

## Wybrane publikacje
- Dzieje ziemi Zagłębiowskiej, (wspólnie z Aleksandrą Rogaczewską), Muzeum Zagłębia w Będzinie, Będzin 1997
- Będzińskie spacery, BOW, Będzin 1998
- Na tropach Legendy – Szkice z dziejów Zagłębia, Positiv, Będzin 2003
- Szwedzi w Będzinie, Muzeum Zagłębia w Będzinie, Będzin 2005
- Od Jastrzębia do Pioniera, Muzeum Miejskie "Sztygarka", Dąbrowa Górnicza 2010
- Strzemieszyce Małe. Srebrna Perła Dąbrowy Górniczej, Muzeum Miejskie "Sztygarka", Dąbrowa Górnicza 2011 (współautorstwo i redakcja)
- Kazimierz nad Przemszą, Towarzystwo Przyjaciół Będzina, Będzin, Dąbrowa Górnicza 2013
- Zamki nad Przemszą, Będzin 2016